# Квачадзе, Давид Иванович
Давид Иванович Квачадзе (груз. დავით ივანეს ძე
კვაჭაძე, р. 1951) — советский грузинский боксёр. Трёхкратный чемпион СССР, чемпион Европы. Заслуженный мастер спорта СССР (1981).

## Биография
Давид Квачадзе родился в городе Тбилиси в 1951 г. Боксом начал заниматься в 1963 году у тренера Гурама Бумбиашвили в обществе грузсовет Динамо.
В 1971 году перешёл в спортивное общество «Буревестник». В подготовке его к чемпионатам активное участие принимал его брат Квачадзе Роланд, в будущем — старший тренер сборной команды Грузии по боксу. Квачадзе Давид — боксёр с хорошей защитой, благодаря которой получил псевдоним «непробиваемый». В бою хорошо использовал скорость и манёвр.
Трёхкратный чемпион СССР 1976, 1977, 1980 годов в полутяжёлом весе. Чемпион Европы 1977 года. Заслуженный мастер спорта СССР по боксу с 1981 года. Провёл 180 боёв, в которых одержал 165 побед. Завершил спортивную карьеру в 1981 году победой над американским боксёром Лонни Эпсом.
В дальнейшем  в девяностые годы 20-го столетия возглавлял Федерацию любительского бокса Грузии и занимался тренерской работой, несколько его учеников стали чемпионами СССР, Европы, Мира. Две его ученицы стали мастерами французского бокса сават. Работал фотохудожником.
В настоящее время с 8 декабря 2012 года Квачадзе Давид Иванович вновь был избран президентом Федерации любительского бокса Грузии и c данного периода времени приступил к возрождению  грузинского бокса.